# Хашани
Хашани су насељено мјесто у општини Крупа на Уни, Република Српска, БиХ. Према попису становништва из 1991. у насељу је живјело 414 становника. На попису становништва 2013. године, према подацима РЗС пописано је 206 становника.

## Географија
Налазе се у долини ријеке Јапре и подножју планине Грмеч у Крајини.

## Култура
У Хашанима се налази родна кућа српског књижевника Бранка Ћопића. Храм Српске православне цркве посвећен Светом Јовану Крститељу (29. септ. 1940) први пут је обновљен 1994, а посљедњи пут 2011. Освештао га је епископ бихаћко-петровачки Хризостом 28. августа 2011. У насељу се традиционално одржава манифестација Ћопићевим стазама дјетињства.

## Становништво
У Хашанима је 1995. било 120 српских кућа, од којих је до 2011. обновљено 75.
| Националност       | 2013. | 1991. | 1981. | 1971. | 1961. |
| Срби               | 206   | 414   | 607   | 774   |       |
| Југословени        |       |       | 9     | 1     |       |
| Црногорци          |       |       | 2     |       |       |
| остали и непознато |       |       |       | 5     |       |
| Укупно             | 206   | 414   | 618   | 780   | '     |

| Демографија | Демографија | Демографија |
| Година      | Становника  | Становника  |
| ----------- | ----------- | ----------- |
| 1948.       | 859         |             |
| 1953.       | 890         |             |
| 1961.       | 842         |             |
| 1971.       | 780         |             |
| 1981.       | 618         |             |
| 1991.       | 414         |             |
| 2013.       | 206         |             |

## Знамените личности
- Бранко Ћопић, српски књижевник
- Ђуро Маричић, српски књижевник